# Ги де Мопасан
Анри Рене Албер Ги де Мопасан (фр. Henry René Albert Guy de Maupassant; Турвил сир Арке, 5. август 1850 — Париз, 6. јул 1893) био је француски реалистички писац.
Мопасан је рођен у месту Шато де Мироменил (Château de Miromesnil), код Дјепа у Француској. Писао је приповетке и романе. Иако су његови "Стихови" били почетнички неуспех, Мопасан прозаист је постао "највећи песник маглене и хладне нормандијске равнице, непролазне лепоте њених нежних и страстних пејзажа". Кад пише о људима, то су људи "који су изгубили вољу за животом". Чак и кад воле живот, јунаци његових новела и прича не умеју да живе. Они су жртве страсти и трагичних неспоразума.

## Биографија
Мопасанови су били стара лоренска породица која се доселила у Нормандију средином 18. века. Његов отац се 1846. оженио Лором де Поатевен (Laure Le Poittevin), девојком из добростојеће грађанске породице. Лора и њен брат Алфред су се у детињству често играли са сином руанског хирурга, Гиставом Флобером, који је касније снажно утицао на живот Мопасана. Била је то жена неуобичајеног литерарног укуса за то време, а врло добро је познавала класике, нарочито Шекспира. Будући да је била раздвојена од мужа, своја два сина, Гија и Ервеа, подизала је сама.
Све до своје тринаесте године, Ги је са својом мајком живео у Етретау, где је неометано растао уживајући у благодетима приморског села: знао је често са рибарима ићи у риболов или разговарати са локалним сељацима на њиховом дијалекту. Био је толико привржен мајци да је, након што је уписан на богословију у Иветоу, врло брзо успео у настојању да буде избачен из школе и да се врати мајци. Из те фазе његовог живота потиче и његова изражена одбојност према религији.
Потом је био послат у руански Лицеј Пјер Корнеј, где је почео да се интересује за поезију, али се успешно опробао и у глуми. Француско-пруски рат избио је убрзо након што је Ги завршио колеџ 1870. године, па се он одмах пријавио као добровољац, часно се борећи на фронту. Након завршетка рата 1871. године, напустио је Нормандију и дошао у Париз, где је следећих десет година радио као поморски службеник. У тих десет година једина разонода му је била веслање по Сени недељом и празницима. У то време Гистав Флобер му је постао тутор и својеврстан литерарни водич у његовим књижевним и новинарским почецима. У Флоберовој кући сусрео је руског романописца Ивана Тургењева и Емила Золу, као и многе друге представнике реализма и натурализма. У то време пише песме и кратке драме.
Године 1878. прешао је у Министарство јавног информисања, где је постао спољни уредник неколико водећих новина тог времена као што су Фигаро, Жил Бла, Голоаз и Л Еко д Пари, док је своје слободно време посветио писању романа и приповедака. Године 1880. објавио је своје прво ремек-дело Boule de suif, које је одмах постигло велик успех. Флобер је то дело описао као „ремек-дело за сва времена“.
Мопасанов најплоднији период био је од 1880. до 1891. Поставши славан својом првом приповетком, марљиво је писао и стварао два, а понекад и четири дела годишње. Срећан спој књижевног талента и смисла за бизнис донео му је право богатство. Године 1881. објавио је прву књигу приповедака под насловом Кућа Телијеових (La Maison Tellier), која је у само две године достигла дванаест издања. Године 1883. завршио је свој први роман Један живот (Une Vie), који се за мање од годину дана продао у 25.000 примерака.
У својим романима је детаљније разрађивао заплете из својих приповедака. Његов други роман, Бел-Ами, који је издат 1885, достигао је тридесет седам издања за само четири месеца. Његов тадашњи издавач добро је плаћао свако његово ново ремек-дело, а том периоду Мопасан је написао и роман Пјер и Жан, који многи сматрају његовим најбољим романом.
Од рођења повучен, волео је самоћу и медитацију. Често је путовао у Алжир, Италију, Енглеску, Бретању, Сицилију, Оверњу и са сваког путовања враћао се са новом књигом. Крстарио је на својој јахти „Бел-Ами“, названој по његовом роману. Овако буран живот није га спречавао да се спријатељи са најславнијим књижевницима тог времена: Александар Дима Син му је био као други отац; у Е ле Бену је срео Иполита Тена и био одушевљен овим филозофом и историчарем. Флобер је и даље играо улогу његовог литерарног „кума“. Мопасаново пријатељство са писцем Гонкуром било је кратког века: његова отворена и практична нарав супротставила се атмосфери трачева, скандала, лицемерја и подметања коју су Гонкур и његов брат створили у салонима намештаја из 18. века. Мрзео је људску комедију и друштвену фарсу. У каснијим годинама код њега се развила готово болесна жеља за самоћом и самоочувањем, уз сталан страх од смрти те манија прогањања заједно са симптомима сифилиса зарађеног у младости. Године 1891. потпуно је изгубио разум, а умро је две године касније, јула 1893, месец дана пре 43. рођендана. Ги де Мопасан покопан је на гробљу Монпарнас у Паризу.

## Дела

### Најважнија дела
- Boule de suif, приповетка, 1880.
- Кућа Телићевих (La Tela Tellier), збирка приповедака, 1881.
- Један живот (Une Vie, 1883)
- Бел-Ами (Bel-Ami, 1885)
- После љубави (Mont-Oriol, 1887)
- Пјер и Жан (Pierre et Jean, 1888)
- Јака као смрт (Fort comme la mort, 1888)
- Наше срце (Notre coeur, 1890)

### Кратке приче
- "A Country Excursion"
- "A Coup d'État"
- "A Coward"
- "A Cremation"
- "Abandoned"
- "The Accent"
- "An Adventure in Paris"
- "Afloat"
- "After"
- "After wars"
- "Alexandre"
- "All Over"
- "Allouma"
- "An Artifice"
- "At Sea"
- "Babette"
- "The Baroness"
- "Bed 29"
- "Belhomme's Beast"
- "Bertha"
- "Beside Schopenhauer's Corpse"
- "Boitelle"
- "Châli"
- "Coco"
- "Confessing"
- "The Accursed Bread"
- "The Adopted Son"
- "The Apparition"
- "The Artist"
- "The Baroness"
- "The Beggar"
- "The Blind Man"
- "Boule de Suif" (Ball of Fat)
- "The Cake"
- "The Capture of Walter Schnaffs"
- "The Child"
- "The Christening"
- "Clair de Lune"
- "Cleopatra in Paris"
- "Clochette"
- "A Cock Crowed"
- "The Colonel's Ideas"
- "The Confession"
- "The Corsican Bandit"
- "The Cripple"
- "A Crisis"
- "The Dead Girl (a.k.a. "Was it a Dream?")"
- "Dead Woman's Secret"
- "The Deaf Mute"
- "Denis"
- "The Devil"
- "The Diamond Necklace"
- "The Diary of a Madman"
- "Discovery"
- "The Dispenser of Holy Water"
- "The Donkey"
- "The Door"
- "The Dowry"
- "Dreams"
- "The Drowned Man"
- "The Drunkard"
- "Duchoux"
- "A Duel"
- "The Effeminates"
- "The Englishman of Etretat"
- "Epiphany"
- "The False Gems"
- "A Family"
- "A Family Affair"
- "Farewell"
- "The Farmer's Wife"
- "Father Matthew"
- "A Father's Confession"
- "The Fishing Hole"
- "Fascination"
- "The Father"
- "Father Milon"
- "Fear"
- "Femme Fatale"
- "The First Snowfall"
- "Florentine"
- "Forbidden Fruit"
- "Forgiveness"
- "Found on a Drowned Man"
- "Friend Joseph"
- "Friend Patience"
- "The Frontier"
- "The Gamekeeper"
- "A Ghost"
- "Ghosts"
- "The Grave"
- "The Graveyard Sisterhood"
- "The Hairpin"
- "The Hand"
- "Growing Old"
- "Happiness"
- "Hautot Senior and Hautot Junior"
- "His Avenger"
- "The Highway Man"
- "The Horla, or Modern Ghosts"
- "The Horrible"
- "The Hostelry"
- "A Humble Drama"
- "The Impolite Sex"
- "In the Country"
- "In the Spring"
- "In the Wood"
- "Indiscretion"
- "The Inn"
- "The Jewelry"
- "Julie Romaine"
- "The Kiss"
- "The Lancer's Wife"
- "Lasting Love"
- "Legend of Mont St. Michel"
- "The Legion of Honour"
- "Lieutenant Lare's Marriage"
- "The Little Cask"
- "Little Louise Roque"
- "A Lively Friend"
- "The Log"
- "Looking Back"
- "The Love of Long Ago"
- "Madame Baptiste"
- "Madame Hermet"
- "Madame Husson's Rosier"
- "Madame Parisse"
- "Madame Tellier's Establishment"
- "Mademoiselle Cocotte"
- "Mademoiselle Fifi"
- "Mademoiselle Pearl"
- "The Maison Tellier"
- "The Magic Couch"
- "Magnetism"
- "Mamma Stirling"
- "The Man with the Pale Eyes"
- "The Marquis de Fumerol"
- "Marroca"
- "Martine"
- "The Mask"
- "A Meeting"
- "A Million" (Un Million)
- "Minuet"
- "Misti"
- "Miss Harriet"
- "The Model"
- "Moiron"
- "Monsieur Parent"
- "Moonlight"
- "The Moribund"
- "Mother and Son"
- "A Mother of Monsters"
- "Mother Sauvage"
- "The Mountain Pool"
- "The Mustache"
- "My Twenty-Five Days"
- "My Uncle Jules"
- "My Uncle Sosthenes"
- "My Wife"
- "The Necklace"
- "A New Year's Gift"
- "The Night: A Nightmare"
- "No Quarter" (French Le père Milon)
- "A Normandy Joke"
- "Old Amable"
- "Old Judas"
- "An Old Man"
- "The Old Man"
- "Old Mongilet"
- "On Horseback"
- "On the River"
- "On a Spring Evening"
- "The Orphan"
- "Our Friends The English"
- "Our Letters"
- "A Parricide"
- "The Parrot"
- "A Passion"
- "The Patron"
- "The Penguin's Rock"
- "The Piece of String"
- "Pierrot"
- "Pierre et Jean"
- "The Port"
- "A Portrait"
- "The Prisoners"
- "The Protector"
- "Queen Hortense"
- "A Queer Night in Paris"
- "The Question of Latin"
- "The Rabbit"
- "A Recollection"
- "Regret"
- "The Rendez-vous"
- "Revenge"
- "The Relic"
- "The Reward"
- "Roger's Method"
- "Roly-Poly" (Boule de Suif)
- "The Rondoli Sisters"
- "Rosalie Prudent"
- "Rose"
- "Rust"
- "A Sale"
- "Saint Anthony"
- "The Shepherd's Leap"
- "The Signal"
- "Simon's Papa"
- "The Snipe"
- "The Son"
- "Solitude"
- "The Story of a Farm Girl"
- "A Stroll"
- "The Spasm"
- "Suicides"
- "Sundays of a Bourgeois"
- "The Terror"
- "The Test"
- "That Costly Ride"
- "That Pig of a Morin"
- "Theodule Sabot's Confession"
- "The Thief"
- "Timbuctoo"
- "Toine"
- "Tombstones"
- "Travelling"
- "A Tress of Hair"
- "The Trip of the Horla"
- "True Story"
- "Two Friends"
- "Two Little Soldiers"
- "The Umbrella"
- "An Uncomfortable Bed"
- "The Unknown"
- "Useless Beauty"
- "A Vagabond"
- "A Vendetta"
- "The Venus of Branzia"
- "En Voyage"
- "Waiter, a "Bock"
- "The Wardrobe"
- "Was it a Dream?"
- "A Wedding Gift"
- "Who Knows?"
- "A Widow"
- "The Will"
- "The Wolf"
- "The Wooden Shoes"
- "The Wreck"
- "The Wrong House"
- "Yvette Samoris"
- "The Hermit"

### Новеле
- Une Vie (1883)
- Bel-Ami (1885)
- Mont-Oriol (1887)
- Pierre et Jean (1888)
- Fort comme la mort (1889)
- Notre Cœur (1890)
- L'Angelus (1910) - unfinished
- L'Âmé Éntrangère (1910) - unfinished

### Колекције кратких прича
- Les Soirées de Médan (with Zola, Huysmans et al. Contains Boule de Suif by Maupassant) (1880)
- La Maison Tellier (1881)
- Mademoiselle Fifi (1883)
- Contes de la Bécasse (1883)
- Duchoux[11]
- Miss Harriet (1884)
- Les Sœurs Rondoli (1884)
- Clair de lune (1884) (contains "Les Bijoux")
- Yvette (1884)
- Contes du jour et de la nuit (1885) (contains "La Parure" or "The Necklace")
- Monsieur Parent (1886)
- La Petite Roque (1886)
- Toine (1886)
- Le Horla (1887)
- Le Rosier de Madame Husson (1888)
- La Main gauche (1889)
- L'Inutile Beauté (1890)

### Путописи
- Au soleil (1884)
- Sur l'eau (1888)
- La Vie errante (1890)

### Поезија
- Des Vers (1880)[12] containing Nuit de Neige